# Президентські вибори у США 1920
Президентські вибори 1920 року проходили 2 листопада під знаком наслідків Першої світової війни та загального негативного ставлення до президента-демократа Вудро Вільсона. Економічний бум закінчився, політики сперечалися з приводу мирних угод і входження Сполучених Штатів у створювану Лігу Націй. Європа була поглинена війнами та революціями. У США основними подіями того часу були страйки на м'ясопереробних та сталеливарних заводах та расові заворушення в Чикаго та інших великих містах. Внаслідок прийняття 19-ї поправки до Конституції США на цих виборах вперше могли голосувати жінки.
Президент Вільсон був настільки непопулярний, що практично втратив будь-яку вагу в країні. Ірландські католики, незадоволені позицією Вільсона на мирних переговорах стосовно Ірландії, і німецькі спільноти, що постраждали від переслідувань під час війни, були особливо затятими критиками його політики, а його підтримка Ліги Націй привело до зворотної, ізоляціоністської, реакції. Серед республіканців колишній президент Теодор Рузвельт був лідером на партійну номінацію, але до 1918 році його здоров'я погіршилося і в січні 1919 року він помер. Внаслідок обидві основні партії вибрали в кандидати «темних конячок» — маловідомих політиків з Огайо: сенатора Воррена Гардінга від республіканців та губернатора Джеймса Кокса від демократів.
У своїй передвиборчій кампанії Гардінг закликав до повернення до «нормальності» (при цьому він використовував неологізм «normalcy» замість прийнятого англ. normality, що викликало багато жартів). Гардінг витратив на виборах у 4 рази більше грошей, ніж Кокс. Унаслідок виборів Гардінг здобув перемогу, значно випередивши демократичного претендента і за загальною кількістю голосів, і по голосах виборників.

## Вибори

### Кампанія

Передвиборний плакат демократів: Джеймс Кокс та Франклін Рузвельт.

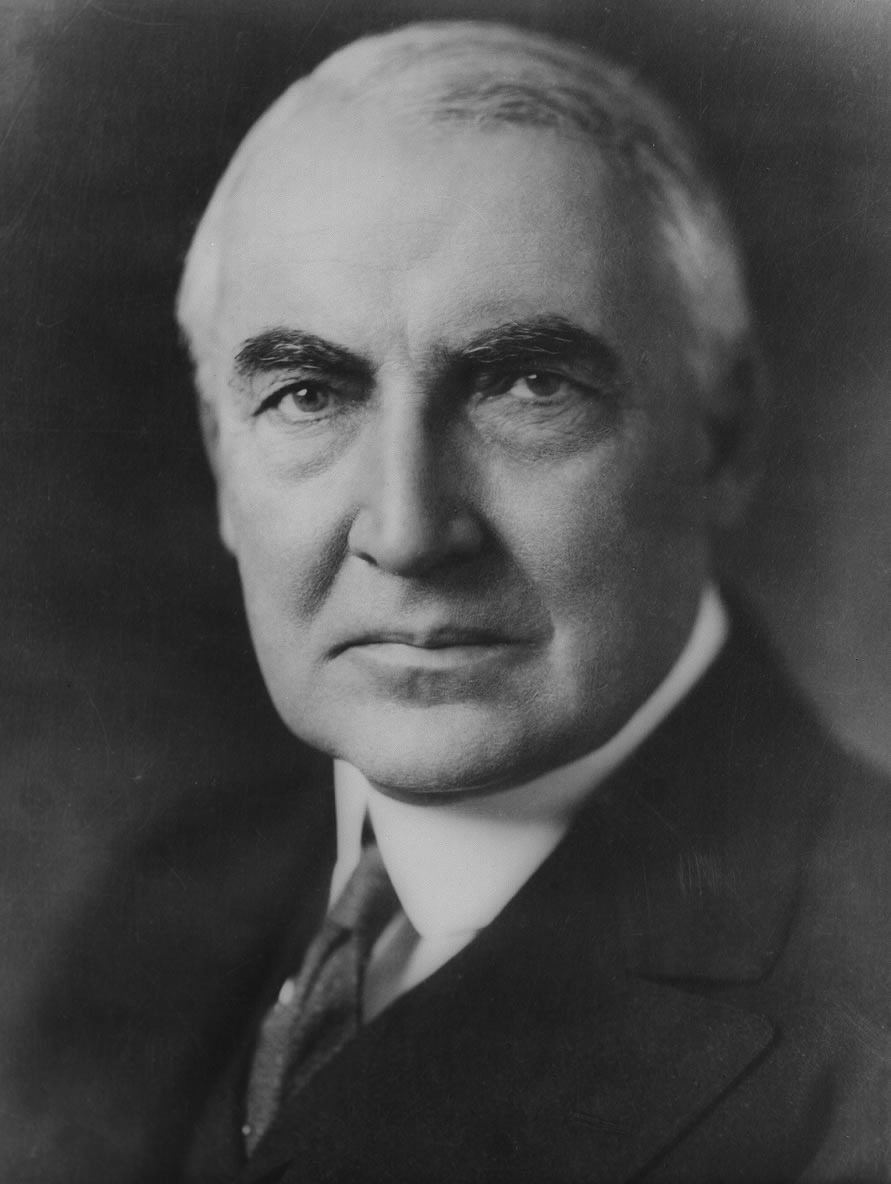
На виборах 1920 року сенатор-республіканець Воррен Гардінг став 29-м президентом США.

Вільсон сподівався на загальну згоду з приводу Ліги Націй, але цього не сталося. Загальне критичне ставлення до Лізі призвело до того, що не лише Гардінг, але навіть демократичний кандидат Кокс не особливо підтримував цю ідею. Особливу настороженість викликала  Стаття 10, яка зобов'язувала США брати участь у всіх війнах, оголошених Лігою. Тим не менш, на відміну від політиків, народ мало цікавився зовнішньою політикою. Більш того, оскільки обидва претенденти були маловідомими політиками, ніхто не знав ідей, які обидва представляли. Як жартував журналіст Бренд Уїтлок: 
«Народ дійсно не знає ідей, які представляють Гардінг та Кокс, як і самі Гардінг та Кокс. Хай живе демократія!» 
Інтенсивна кампанія Кокса полягала в постійних ралі по країні, виступах з поїзда та вітальних промов, що охопили загалом близько 2 мільйонів виборців. Гардінг, навпаки, виступав з власного будинку перед привезеними виборцями, повторюючи кампанію Вільяма Мак-Кінлі 1896 року. У цілому кампанія Гардінга відрізнялася націоналізмом з ключовими фразами, такими як «абсолютний контроль Сполучених Штатів над Сполученими Штатами», «Ця країна залишиться американською. Її президент залишиться в нашій власній країні!» і т. ін., які натякають на небезпеку, що загрожує втратою суверенітету в Лізі Націй.

### Результати
Внаслідок виборів Гардінг здобув переконливу перемогу. Кокс зміг перемогти лише в штатах Півдня. Вперше з часів громадянської війни один зі штатів Конфедерації (Теннессі) проголосував за республіканця. Під час цієї кампанії, молодий Франклін Делано Рузвельт, який претендував на пост віцепрезидента з Коксом, став відомий широкій публіці.
| Кандидат               | Партія                       | Виборці    | Виборці | Виборники |
| Кандидат               | Партія                       | Кількість  | %       | Виборники |
| ---------------------- | ---------------------------- | ---------- | ------- | --------- |
| Воррен Гардінг         | Республіканська партія       | 16 144 093 | 60,3 %  | 404       |
| Джеймс Кокс            | Демократична партія          | 9 139 661  | 34,1 %  | 127       |
| Юджин Дебс             | Соціалістична партія         | 913 693    | 3,4 %   | 0         |
| ПАРЛ Крістенсен        | Фермерська трудова партія    | 265 411    | 1,0 %   | 0         |
| Аарон Шерман Уоткінс   | Prohibition                  | 188 787    | 0,7 %   | 0         |
| Джеймс Едвард Фергюсон | Американська партія          | 47 968     | 0,2 %   | 0         |
| Вільям Віслі Кокс      | Соціалістична трудова партія | 31 716     | 0,1 %   | 0         |
| Роберт Колн Макаулей   | Єдиний податок               | 5 750      | 0,0 %   | 0         |
| інші                   |                              | 27 746     | 0,1 %   | 0         |
| Усього                 | Усього                       | 26 765 180 | 100 %   | 531       |